# Архиепархия Терезины
Архиепархия Терезины (лат. Archidioecesis Teresiana) — архиепархия Римско-Католической церкви c центром в городе Терезина, Бразилия. В митрополию Терезины входят епархии Бон-Жезус-ду-Гургеи, Кампу-Майора, Парнаибы, Пикуса, Сан-Раймунду-Нонату, Уэйраса и Флориану. Кафедральным собором архиепархии Терезины является собор Пресвятой Девы Марии.

## История
20 февраля 1902 года Римский папа Лев XIII издал буллу Supremum Catholicam Ecclesiam, которой учредил епархию Пиауи, выделив её из епархии Сан-Луиш-до-Мараньяна (сегодня — Архиепархия Сан-Луиш-до-Мараньяна). В этот же день епархия Пиауи вошла в митрополию Сан-Салвадора-да-Баия.
1 мая 1906 года епархия Пиауи вошла в митрополию Белен-до-Пара.
18 июня 1920 года епархия Пиауи передала часть своей территории для возведения территориальной прелатуры Бон-Жезус-ду-Пиауи (сегодня — Епархия Бон-Жезус-ду-Гургеи).
2 декабря 1921 года епархия Пиауи вошла в митрополию Сан-Луиш-до-Мараньяна.
16 декабря 1944 года Римский папа Пий XII выпустил буллу Ad Dominici gregis bonum, которой переименовал епархию Пиауи в епархию Терезины. В этот же день епархия Терезины передала часть своей территории для возведения новых епархий Парнаибы и Уэйраса.
9 августа 1952 года Римский папа Пий XII издал буллу Quaemadmodum insignis, которой возвёл епархию Терезины в ранг архиепархии.
28 октября 1974 года и 12 июня 1975 года архиепархия Терезины передала часть своей территории новоучреждённым епархиям Пикуса и Кампу-Майора.

## Ординарии архиепархии
- епископ Joaquim Antônio d’Almeida (14.12.1905 — 23.10.1910), назначен епископом Натала;
- епископ Octaviano Pereira de Albuquerque (2.04.1914 — 27.10.1922), назначен архиепископом Сан-Луиш-до-Мараньяна;
- архиепископ Severino Vieira de Melo (8.06.1923 — † 27.05.1955);
- архиепископ Авелар Брандан Вилела (5.11.1955 — 25.03.1971), назначен архиепископом Сан-Салвадора-да-Баия, с 1973 года — кардинал;
- архиепископ Жозе Фрейри Фалкан (25.11.1971 — 15.02.1984), назначен архиепископом Бразилиа, с 1988 года — кардинал;
- архиепископ Miguel Fenelon Câmara Filho (7.10.1984 — 21.02.2001);
- архиепископ Celso José Pinto da Silva (21.02.2001 — 3.09.2008);
- архиепископ Сержиу да Роша (3.09.2008 — 15.06.2011), назначен архиепископом Бразилиа, с 2016 года — кардинал;
- архиепископ Jacinto Furtado de Brito Sobrinho (22.02.2012 — 4.01.2023);
- архиепископ Juarez Sousa da Silva (4.01.2023 — по настоящее время).

## Источник
- Annuario Pontificio, Ватикан, 2007